# Rally El Corte Inglés de 1995
El El Corte Inglés de 1995, oficialmente 19.º Rally El Corte Inglés, fue la decimonovena edición, la séptima cita de la temporada 1995 del Campeonato de Europa de Rally y la primera de la temporada 1995 del Campeonato de España de Rally. Se celebró del 24 al 25 de marzo y contó con un itinerario de veintitrés tramos que sumaban un total de 338,6 km cronometrados.

## Itinerario
| Día   | Tramo | Nombre                    | Distancia | Ganador                                                          | Tiempo | Líder                          |
| ----- | ----- | ------------------------- | --------- | ---------------------------------------------------------------- | ------ | ------------------------------ |
| Día 1 | TC1   | A1-Telde-La Plata         | 30.00 km  | Luis Monzón                                                      | 18:40  | Luis Monzón                    |
| Día 1 | TC2   | B1-Era del Cardón-Agüimes | 25.40 km  | José Mari Ponce                                                  | 16:27  | Enrico Bertone                 |
| Día 1 | TC3   | C1-Fataga                 | 6.00 km   | Gregorio Picar                                                   | 4:00   | Enrico Bertone                 |
| Día 1 | TC4   | D1-Arteara-Maspalomas     | 11.10 km  | Jesús Puras José Mari Ponce Carlos Alonso-Lamberti Borja Moratal | 6:23   | Enrico Bertone José Mari Ponce |
| Día 1 | TC5   | E1-Gran Karting Club      | 1.70 km   | Antonio Ponce                                                    | 1:39   | Enrico Bertone                 |
| Día 1 | TC6   | A2-Telde-La Plata         | 30.00 km  | Enrico Bertone                                                   | 18:50  | Enrico Bertone                 |
| Día 1 | TC7   | B2-Era del Cardón-Agüimes | 25.40 km  | José Mari Ponce                                                  | 16:21  | Enrico Bertone                 |
| Día 1 | TC8   | C2-Fataga                 | 6.00 km   | José Mari Ponce                                                  | 4:00   | Enrico Bertone                 |
| Día 1 | TC9   | D2-Arteara-Maspalomas     | 11.10 km  | José Mari Ponce                                                  | 6:19   | Enrico Bertone                 |
| Día 1 | TC10  | E2-Gran Karting Club      | 1.70 km   | Enrico Bertone Carlos Alonso-Lamberti                            | 1:37   | Enrico Bertone                 |
| Día 1 | TC11  | A3-Telde-La Plata         | 30.00 km  | Jesús Puras                                                      | 18:57  | José Mari Ponce                |
| Día 1 | TC12  | B3-Era del Cardón-Agüimes | 25.40 km  | Jesús Puras                                                      | 16:27  | José Mari Ponce                |
| Día 1 | TC13  | C3-Fataga                 | 6.00 km   | José Mari Ponce                                                  | 4:04   | José Mari Ponce                |
| Día 1 | TC14  | D3-Arteara-Maspalomas     | 11.10 km  | Jesús Puras                                                      | 6:24   | José Mari Ponce                |
| Día 1 | TC15  | E3-Gran Karting Club      | 1.70 km   | Gregorio Picar                                                   | 1:38   | José Mari Ponce                |
| Día 2 | TC16  | F1-Cueva Grande-Ayacata   | 12.00 km  | José Mari Ponce                                                  | 7:18   | José Mari Ponce                |
| Día 2 | TC17  | G1-Tejeda-Juncalillo      | 21.00 km  | José Mari Ponce                                                  | 14:26  | José Mari Ponce                |
| Día 2 | TC18  | H1-Fagajesto-Fontanales   | 12.20 km  | Enrico Bertone José Mari Ponce                                   | 8:23   | José Mari Ponce                |
| Día 2 | TC19  | I1-Monte Gusano-Aríñez    | 12.70 km  | José Mari Ponce                                                  | 8:49   | José Mari Ponce                |
| Día 2 | TC20  | F2-Cueva Grande-Ayacata   | 12.00 km  | Enrico Bertone Jesús Puras                                       | 7:22   | José Mari Ponce                |
| Día 2 | TC21  | G2-Tejeda-Juncalillo      | 21.00 km  | Enrico Bertone                                                   | 14:22  | José Mari Ponce                |
| Día 2 | TC22  | H2-Fagajesto-Fontanales   | 12.20 km  | Enrico Bertone                                                   | 8:15   | José Mari Ponce                |
| Día 2 | TC23  | I2-Monte Gusano-Aríñez    | 12.70 km  | Gregorio Picar                                                   | 8:40   | José Mari Ponce                |

## Clasificación final
| Pos. | Piloto                 | Copiloto          | Automóvil                       | Tiempo       | Diferencia |
| ---- | ---------------------- | ----------------- | ------------------------------- | ------------ | ---------- |
| 1.   | José Mari Ponce        | Gaspar León       | BMW M3 E30                      | 3:41:49      | 0.0        |
| 2.   | Gregorio Picar         | Víctor Pérez      | Ford Escort RS Cosworth         | 3:42:13      | +0:24      |
| 3.   | Jesús Puras            | Álex Romaní       | Citroën ZX 16V                  | 3:43:35 1:00 | +1:46      |
| 4.   | Oriol Gómez            | Marc Martí        | Renault Clio Williams           | 3:45:26      | +3:37      |
| 5.   | Carlos Alonso-Lamberti | Nazer Ghuneim     | Nissan Sunny GTI-R              | 3:47:33 1:00 | +5:44      |
| 6.   | Enrico Bertone         | Massimo Chiapponi | Toyota Celica Turbo 4WD (ST185) | 3:48:06      | +6:17      |
| 7.   | Kurt Göttlicher        | Otto Schönlechner | Ford Escort RS Cosworth         | 3:53:02 2:00 | +11:13     |
| 8.   | Jaime Azcona           | Julius Billmaier  | Peugeot 106 Rallye              | 3:55:28      | +13:39     |
| 9.   | Miguel Ángel Cruz      | Domingo de Paz    | Opel Astra GSi 16V              | 3:56:27      | +14:38     |
| 10.  | Helmut Fortkort        | Jürgen Weber      | Ford Escort RS Cosworth         | 3:59:40      | +17:51     |